# الجدول الزمني لرئاسة دونالد ترامب الثانية (الربع الأول من 2025)
فيما يلي جدول زمني لرئاسة دونالد ترمب الثانية خلال الربع الأول من عام 2025، ابتداءً من تنصيبه رئيسًا للولايات المتحدة السابع والأربعين في 20 يناير 2025 وحتى 31 مارس 2025. للاطلاع على الفترة التي شغل فيها منصب الرئيس المنتخب، انظر «الانتقال الرئاسي الثاني لدونالد ترمب». لمراجعة تفاصيل الأشهر الأولى من ولايته، راجع «أول 100 يوم من رئاسة دونالد ترمب الثانية». أما لمتابعة قائمة كاملة برحلاته، فاطلع على «قائمة الرحلات الرئاسية لدونالد ترمب (2025)». للتنقل بين الأرباع الزمنية، راجع «الجدول الزمني لرئاستي دونالد ترمب».

## يناير 2025

### الأسبوع الأول

#### الاثنين 20 يناير
- يؤدي دونالد ترمب اليمين الدستورية رئيسًا للولايات المتحدة السابع والأربعين، فيما يؤدي جي دي فانس اليمين نائبًا للرئيس الخمسين.[1]
- يُقام العرض الافتتاحي في «كابيتال وان أرينا»، حيث يوقّع الرئيس ترمب أوامر تنفيذية عقب إلقائه خطابًا أمام مؤيديه.[2]
- تغلق إدارة ترمب برنامج «CBP One».[3]
- وتتولى سوزي وايلز منصب كبير موظفي البيت الأبيض، لتصبح أول امرأة تشغل هذا المنصب.[4]
- يوافق مجلس الشيوخ على تعيين ماركو روبيو وزيرًا للخارجية الأمريكية الثاني والسبعين بتصويت 99-0، ليكون أول مرشح في حكومة ترمب خلال ولايته الثانية يحصل على تأكيد المجلس.[5]
- يصدر الرئيس ترمب عفوًا رسميًا عن نحو 1,500 شخص وُجّهت إليهم تهم جنائية تتعلق بالمشاركة في هجوم الكابيتول عام 2021.[6]
- يوقّع كذلك على 26 أمرًا تنفيذيًا، ويلغي 67 أمرًا تنفيذيًا من عهد بايدن، إلى جانب 11 مذكرة رئاسية. تشمل قراراته الجديدة تعزيز إنفاذ الحدود، وإلغاء مبادرات المناخ، وإنهاء برامج التنوع والمساواة والشمول (DEI). كما يعيد تسمية خليج المكسيك ليصبح «خليج أمريكا»، ويعيد اسم جبل «دينالي» إلى «ماكينلي»، الاسم الذي كان معتمدًا قبل عام 2015، ويفرض تجميدًا للتوظيف الفيدرالي.[7]
- يلغي الرئيس ترمب التصاريح الأمنية لـ 50 شخصًا، من بينهم مستشار الأمن القومي السابق جون بولتون والموقّعون على رسالة الكمبيوتر المحمول الخاص بهنتر بايدن. كما ينهي تفاصيل الحماية الأمنية الخاصة ببولتون.
- خلال خطابه الافتتاحي، يعلن الرئيس ترمب أن الولايات المتحدة، في ولايته الثانية، ستوسع أراضيها، تماشيًا مع تصريحاته السابقة حول ضم أراضي دول أخرى، بما في ذلك كندا.[8]

#### الثلاثاء 21 يناير
- يحضر الرئيس ترمب ونائبه فانس قداس الصلاة الافتتاحي في الكاتدرائية الوطنية.[9]
- يؤدي نائب الرئيس فانس اليمين لماركو روبيو وزيرًا للخارجية.[10]
- يعلن الرئيس ترمب عن إطلاق شركة «Stargate»، وهي شركة جديدة متخصصة في البنية التحتية للذكاء الاصطناعي، يُتوقع أن تستثمر ما يصل إلى 500 مليار دولار في هذا القطاع.[11]
- يصدر الرئيس ترمب عفوًا عن روس أولبريخت، مؤسس سوق «سيلك رود» على الشبكة المظلمة.[12]
- يأمر الرئيس ترمب بإغلاق جميع مكاتب التنوع والمساواة والشمول (DEI) الفيدرالية، مع وضع الموظفين الحاليين في إجازة غير محددة المدة، وإصدار أوامر خاصة تحول دون إعادة تصنيفهم أو حمايتهم باستخدام مصطلحات مضللة.[13]
- يؤدي نائب الرئيس فانس اليمين لكل من جون هوستد وآشلي مودي لعضوية مجلس الشيوخ الأمريكي، ليشغلا المقاعد الشاغرة التي تركها فانس وروبيو على التوالي.[14]
- توجه إدارة ترمب الوكالات الصحية الفيدرالية إلى تعليق جميع الاتصالات الخارجية حتى 1 فبراير، أو حتى تحظى بالموافقة من مسؤول سياسي معين.[15]

#### الأربعاء 22 يناير
- الرئيس ترمب يأمر بإرسال 1,500 جندي إضافي من القوات العاملة لتعزيز الحدود بين الولايات المتحدة والمكسيك.
- يعيد الرئيس ترمب تصنيف الحوثيين كمنظمة إرهابية أجنبية.[16]
- يجري الرئيس ترمب مكالمة هاتفية مع ولي العهد السعودي محمد بن سلمان.
- يلغي الرئيس ترمب تفاصيل الحماية الأمنية المخصصة لوزير الخارجية السابق مايك بومبيو والدبلوماسي السابق برايان هوك.
- تعلن إدارة ترمب التراجع عن توجيه صدر خلال عهد أوباما كان يوفر الحماية للمهاجرين في المناطق الحساسة، مثل المستشفيات، ودور العبادة، وقاعات المحاكم، والجنازات، وحفلات الزفاف، والمدارس.[17]
- يقرر مستشار الأمن القومي للرئيس ترمب، يوم الأربعاء، استبعاد نحو 160 موظفًا من مجلس الأمن القومي وإعادتهم إلى منازلهم، تزامنًا مع مراجعة التوظيف ومحاولة مواءمته مع أجندة ترمب.[18]
- يرشح الرئيس ترمب شون إم. كوران، الذي قاد فريق الحماية الخاص به قبل تنصيبه الثاني، لتولي منصب مدير جهاز الخدمة السرية في الولايات المتحدة.[19]

#### الخميس 23 يناير
- الرئيس ترمب يلقي كلمة خلال فعالية افتراضية نظمها المنتدى الاقتصادي العالمي في سويسرا.
- القاضي جون سي. كوغنور، كبير قضاة محكمة المقاطعة الأمريكية للمنطقة الغربية من واشنطن، يوقف تنفيذ الأمر التنفيذي الصادر عن ترمب، والذي يسعى إلى إنهاء حق الجنسية بالولادة، مؤكدًا أنه «انتهاك صارخ للدستور».
- مجلس الشيوخ يوافق بأغلبية 74 مقابل 25 على تعيين جون راتكليف مديرًا لوكالة المخابرات المركزية (CIA). يؤدي راتكليف اليمين الدستورية لاحقًا أمام نائب الرئيس فانس.
- الرئيس ترمب يوقع أمرًا تنفيذيًا يقضي برفع السرية عن الملفات المرتبطة باغتيال جون إف. كينيدي، وروبرت إف. كينيدي، ومارتن لوثر كينغ جونيور.[20]
- الرئيس ترمب يوقع أمرًا تنفيذيًا يعترف فيدراليًا بقبيلة لومبي في ولاية كارولاينا الشمالية.[21]
- الرئيس ترمب يلغي أمرًا تنفيذيًا حول سلامة الذكاء الاصطناعي، كان الرئيس السابق جو بايدن قد أصدره عام 2023 بهدف وضع ضمانات للتكنولوجيا المتقدمة. يُنظر إلى هذه الخطوة باعتبارها إشارة رمزية تعكس توجه إدارة ترمب، التي تركز على ما تصفه بـ«ابتكار الذكاء الاصطناعي الخالي من التحيز الأيديولوجي».
- الرئيس ترمب يلغي الحماية الأمنية الخاصة بأنطوني فاوتشي، المدير السابق للمعهد الوطني للحساسية والأمراض المعدية.
- وكالة الهجرة والجمارك (ICE) تنفذ عمليات ترحيل واسعة في عدة مدن، تشمل بوسطن، دنفر، فيلادلفيا، أتلانتا، سياتل، ميامي، واشنطن العاصمة، نيويورك، ونيوآرك، حيث تحتجز 538 مهاجرًا غير موثق.

#### الجمعة 24 يناير
- في أول رحلة له كرئيس للولايات المتحدة السابع والأربعين، يزور الرئيس ترمب مناطق متضررة في ولاية كارولاينا الشمالية لتفقد آثار إعصار هيلين، الذي ضرب الولاية في سبتمبر 2024.
- يسافر الرئيس ترمب إلى جنوب كاليفورنيا لمتابعة جهود الإنقاذ من الحرائق الناجمة عن حرائق الغابات التي اجتاحت المنطقة في يناير 2025.[22]
- مجلس الشيوخ يوافق على تعيين بيت هيغسيث وزيرًا للدفاع، ليصبح الوزير التاسع والعشرين للولايات المتحدة، وذلك بتصويت 51 مقابل 50. نائب الرئيس فانس، بصفته رئيسًا لمجلس الشيوخ، يدلي بصوت كسر التعادل، ليكون أول نائب رئيس منذ عام 2017 يستخدم هذه الصلاحية لتأكيد تعيين أحد أعضاء الحكومة.[23]
- الرئيس ترمب يعيد تفعيل «سياسة مدينة مكسيكو».[24]
- خلال مؤتمر صحفي في ولاية كارولاينا الشمالية، يجدد الرئيس ترمب موقفه بأن كندا يجب أن تصبح الولاية الأمريكية الحادية والخمسين.
- الرئيس ترمب يقيل المفتشين العامين في أكثر من اثنتي عشرة وكالة فدرالية.

#### السبت 25 يناير
- نائب الرئيس جي دي فانس يُشرف على أداء بيت هيغسيث اليمين الدستورية لتولي منصب وزير الدفاع.
- مجلس الشيوخ يوافق على تعيين كريستي نويم وزيرة للأمن الداخلي، لتصبح ثامن من يتولى هذا المنصب، وذلك بتصويت 59 مقابل 34.
- الرئيس ترمب يشارك في تجمع جماهيري في لاس فيغاس.

#### الأحد 26 يناير
- وزير الخارجية ماركو روبيو يعلن عن إطلاق سراح المواطنة الأمريكية أناستازيا نوفير من أحد السجون في بيلاروسيا.
- إدارة ترمب تعلن تمديد وقف إطلاق النار بين إسرائيل ولبنان حتى 18 فبراير.
- الرئيس ترمب يلعب أول جولة غولف في ولايته الثانية في نادي ترمب ناشونال دورال ميامي.
- الرئيس ترمب يعلن فرض تعريفات جمركية انتقامية على كولومبيا بعد قرار رئيسها منع هبوط رحلات الترحيل العسكرية الأمريكية. وزير الخارجية ماركو روبيو يؤكد الموافقة على فرض قيود على تأشيرات المسؤولين الحكوميين الكولومبيين وعائلاتهم «المتورطين في عرقلة عمليات إعادة المواطنين الأمريكيين عبر الرحلات الجوية».